# Jubé de la cathédrale Saint-Étienne de Limoges

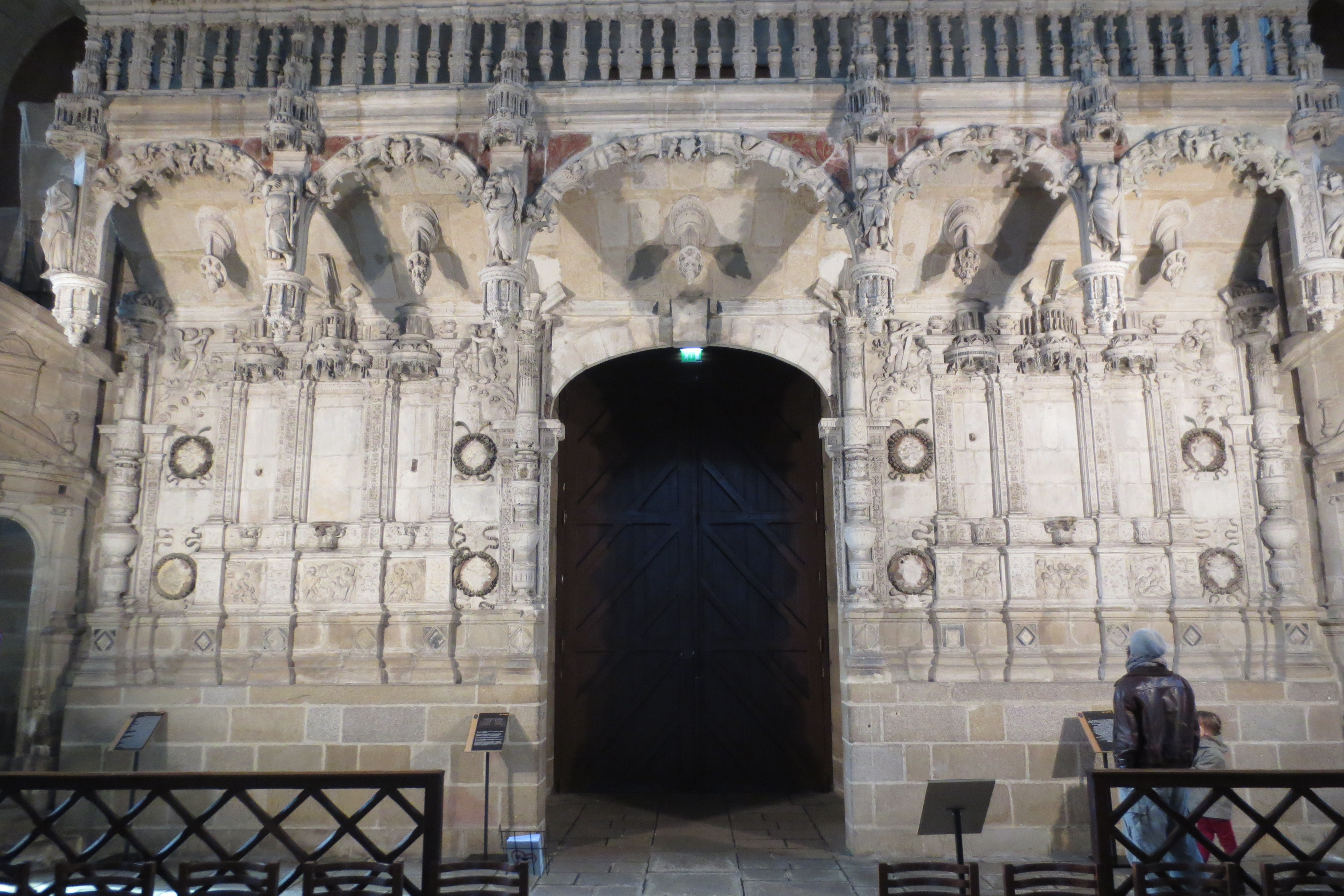
Jubé de la cathédrale Saint-Étienne de Limoges.

Le jubé de la cathédrale Saint-Étienne de Limoges est l'un des rares jubés conservés en France.
Il constitue l'un des chefs-d'œuvre de la sculpture de la Renaissance française en région Centre. C'est l'œuvre du sculpteur Jean Arnaud, originaire de Tours, dont le nom est uniquement renseigné par les archives. 
Son emplacement actuel est le long du mur intérieur de la façade ; il ne fait donc plus office de clôture de chœur, contrairement à d'autres jubés toujours en place (tels que celui de Saint-Étienne-du-Mont à Paris ou de Notre-Dame de l'Épine). 

## Historique

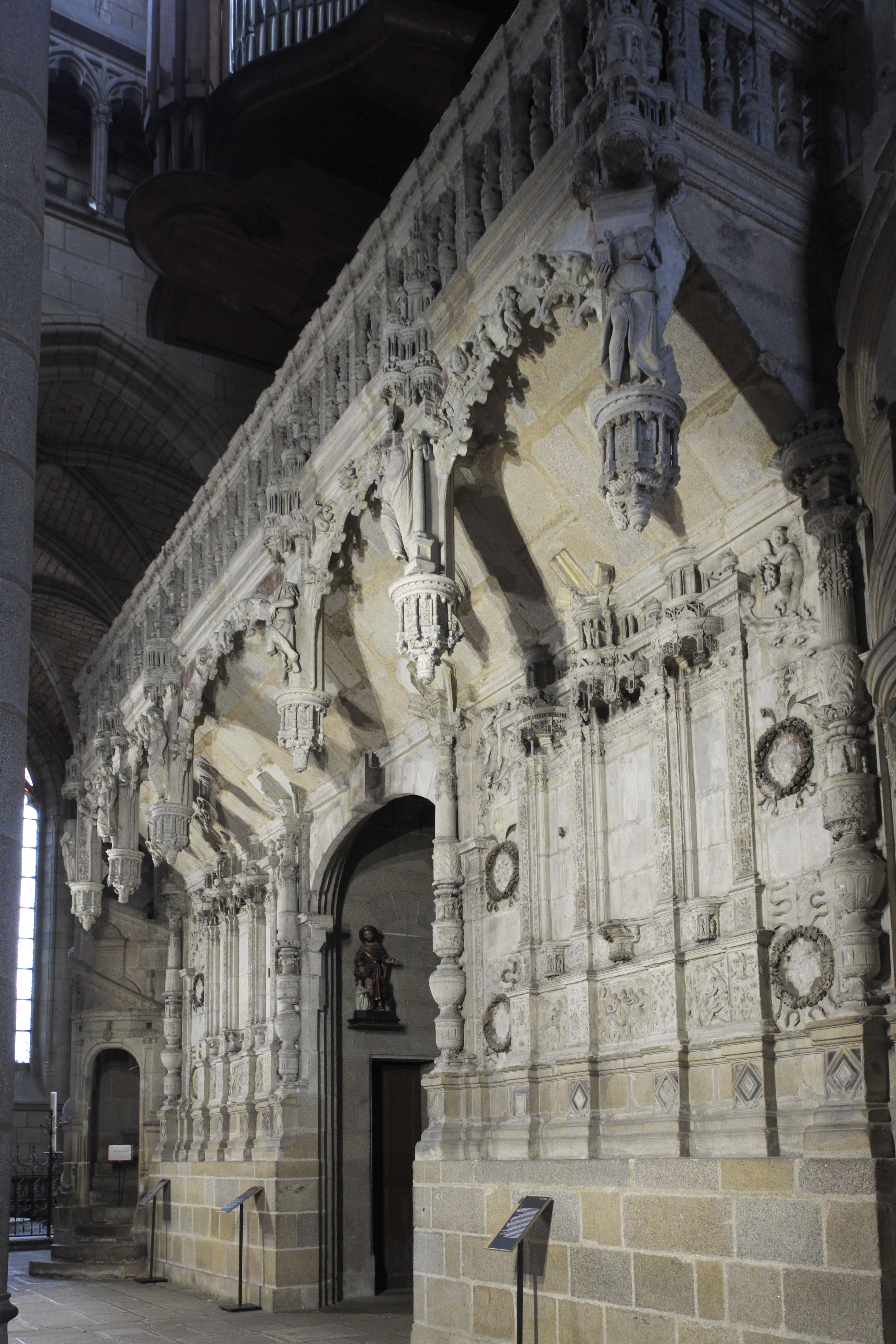
Jubé vu de profil.

Sa date de conception est attestée par la date de 1534 gravée sur l'un des piliers, mais son achèvement daterait des années succédant 1536.
Le monument fut profondément remanié et mutilé lors de la Révolution française, les armoiries du commanditaire, Jean de Langeac, ont été détruites.

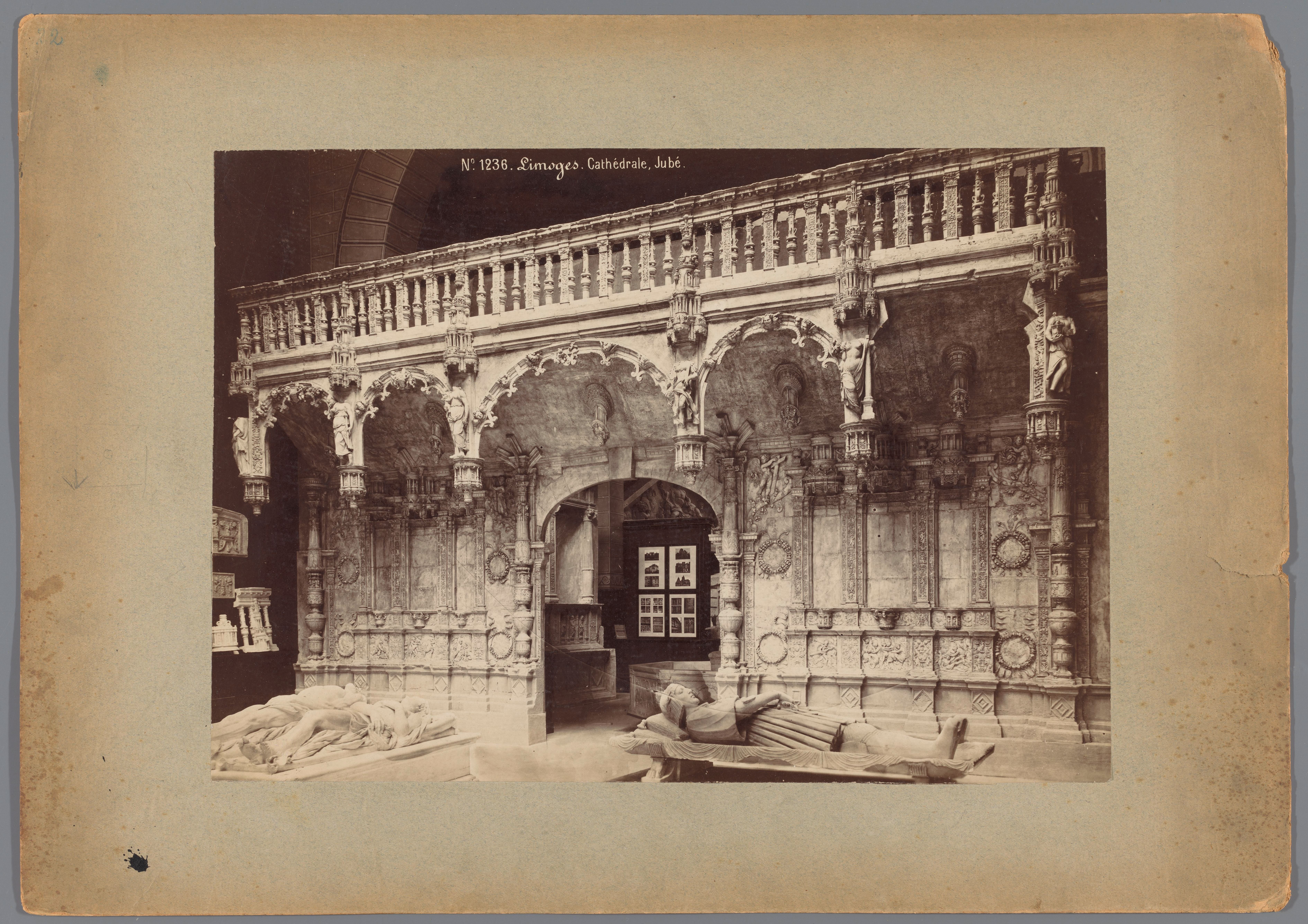
Copie du jubé, exposée à la Cité de l'architecture (Paris, 16e arr.).

Un moulage à l'identique du jubé a été réalisé, à la demande du musée des Monuments français en 1885. Le moulage est actuellement exposé au musée des Monuments français, dans la Cité de l'architecture et du patrimoine (Paris, 16e arr.).
Le jubé fut une nouvelle fois déplacé, à l'entrée de la cathédrale au revers de la façade occidentale, en 1888 lors de l'achèvement de la nef. C'est son emplacement actuel.

## Décor

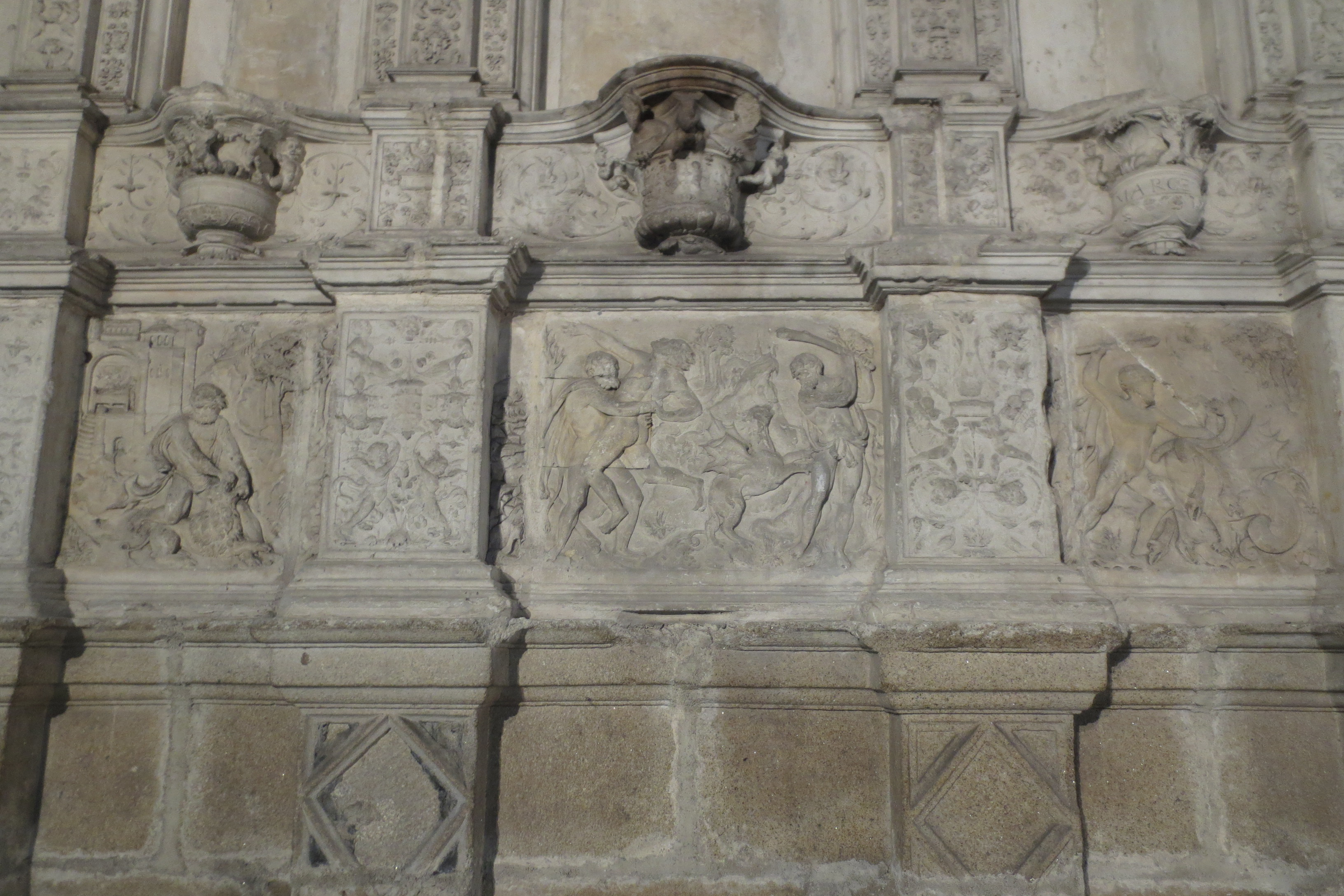
Détails du décor sculpté du jubé.

Le décor sculpté du jubé est d'inspiration antique et mythologique. Les bas-reliefs en partie basse illustrent les exploits d'Hercule. La structure du jubé est de tradition constructive française toutefois, les éléments décoratifs sont italiens : des putti, des arabesques, des vases et des rinceaux végétaux.

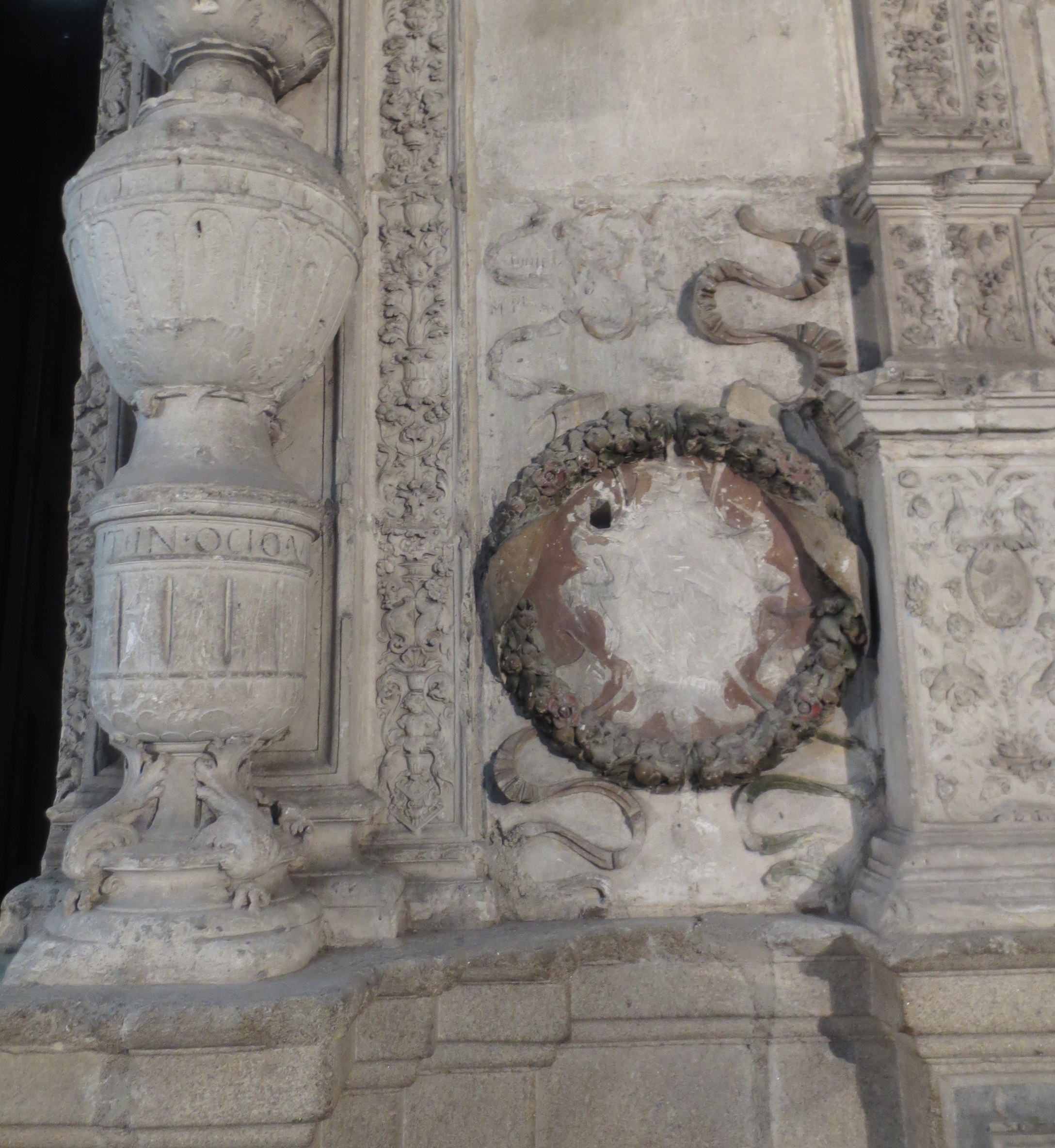
Détails du décor sculpté.